# Красносельский район (Москва)
Красносе́льский райо́н — район города Москвы, входящий в Центральный административный округ. Территория района — 429,6 га. По территории района прошла первая в России линия метрополитена.
Району соответствует внутригородское муниципальное образование — муниципальный округ Красносельский. Православные храмы района входят в состав Богоявленского благочиния Московской городской епархии Русской православной церкви.

## История
Красносельский район получил своё название от села Красного, которое впервые упоминается в 1423 году в завещании великого князя Василия I, отдавшего во владение сыну Василию «селце оу города оу Москвы над великим прудом». Село располагалось в живописной местности под Москвой с удивительными заливными лугами, в начале дороги, ведущей на Ярославль. Южнее села этот путь сливался со Стромынской дорогой и далее вёл к Кремлю. При Василии Тёмном село было обустроено и по живописности места получило название Красное, что означало «красивое». В XVIII веке на его месте уже были Красносельские улицы, ныне относящиеся к Центральному округу столицы.

## Достопримечательности
В северо-восточной части района расположен Алексеевский ставропигиальный женский монастырь (бывший Новоалексеевский монастырь) (2-й Красносельский пер., 7). Монастырь был основан в 1358 году на месте нынешнего Храма Христа Спасителя и при начале строительства был переведён на новое место в Красном Селе. В настоящее время территория монастыря рассечена Третьим Транспортным кольцом. Храмы монастыря:
- Храм Всех Святых в Красном селе (1887-91, арх. А. А. Никифоров) в русском стиле.
- Храм Алексия Человека Божия в Красном селе (1853, арх. М. Д. Быковский) в русском стиле.

В 500 метрах восточнее монастыря находится один из ярчайших конструктивистских ансамблей — Русаковский, который улица Русаковская разделила на 2 части.

### Мемориальные доски
- Список мемориальных досок Красносельского района

## Население
По населению Красносельский занимает восьмое место среди 10 районов Центрального округа, превосходя только Арбат и Якиманку.
| 2002    | 2010    | 2012    | 2013    | 2014    | 2015    | 2016    |
| ------- | ------- | ------- | ------- | ------- | ------- | ------- |
| 45 229  | ↗47 256 | ↗47 839 | ↗47 964 | ↗48 086 | ↗48 104 | ↗48 324 |
| 2017    | 2018    | 2019    | 2020    | 2021    | 2023    | 2024    |
| ↗48 474 | ↗48 534 | ↗48 697 | ↗48 769 | ↘45 719 | ↘45 691 | ↗45 851 |

### Национальный состав
По итогам переписи населения 2020 года проживали следующие национальности (национальности менее 0,1 % и другое, см. в сноске к строке «Другие»):
| Национальность | Численность, чел. | Доля     |
| -------------- | ----------------- | -------- |
| Русские        | 40 298            | 88,14 %  |
| Вьетнамцы      | 456               | 1,00 %   |
| Татары         | 391               | 0,86 %   |
| Армяне         | 343               | 0,75 %   |
| Киргизы        | 318               | 0,70 %   |
| Евреи          | 169               | 0,37 %   |
| Украинцы       | 116               | 0,25 %   |
| Грузины        | 108               | 0,24 %   |
| Азербайджанцы  | 69                | 0,15 %   |
| Узбеки         | 47                | 0,10 %   |
| Другие         | 3404              | 7,44 %   |
| Итого          | 45 719            | 100,00 % |

## Инфраструктура

### Предприятия
Фабрика имени П. А. Бабаева основана в 1804 году Степаном Николаевым, взявшем фамилию Абрикосов. Фабрика «Красный Октябрь» основана в 1849 году Фердинандом Теодором фон Эйнемом.

### Фудмоллы
В 2021 году на Новорязанской улице 23 на месте гаражей гражданского инженера Михаила Поливанова после бережной реставрации был открыт современный гастрономический кластер «Три Вокзала. Депо».

### Школы и детские сады
На территории района расположено 8 детских садов, 10 общеобразовательных школ, а также Московская школа фотографии и мультимедиа имени Родченко.

## Парки и скверы
В районе нет крупных парков и природных зон. Озеленённые территории представлены Сретенским бульваром и небольшими скверами.
Сретенский бульвар — зона отдыха, часть Бульварного кольца Москвы. Проходит от Тургеневской площади до площади Сретенские ворота. Бульвар создан в 1830 году на месте бывших стен Белого города. Реконструирован и дополнительно озеленён в 1952 году. На бульваре установлено два памятника: со стороны площади Сретенские ворота — Надежде Крупской, со стороны Тургеневской площади — Владимиру Шухову. Сам бульвар представляет собой озеленённую прогулочную зону со скамейками для отдыха, есть детская площадка. В конце 2017 года в рамках благоустройства Бульварного кольца на Сретенском бульваре было установлено новое ландшафтное освещение, включающее цветную подсветку деревьев.
Лермонтовский сквер — сквер на пересечении улиц Каланчёвская и Новая Басманная. Имеет форму треугольника. Был благоустроен на деньги купца Сапожникова, проживавшего неподалёку, на пересечении Новой Басманной и Каланчёвской улиц. Своё название получил в 1914 году в честь 100-летия со дня рождения поэта Михаила Лермонтова, но сам по себе существует с XIX века. В сквере установлено два памятника. Памятник Лермонтову был открыт в 1965 году (автор — скульптор Исаак Бродский). Скульптура «Сезонник» авторства Ивана Шадра была установлена в 1930 году. Монумент посвящён рабочим, приезжавшим в Москву на сезонные заработки.
Сквер на Сухаревской площади — зона отдыха, которая находится у станции метро «Сухаревская». Занимает часть Большой Сухаревской площади. Сквер был заложен в советские годы, после сноса на его месте квартала исторических зданий. Здесь также установлен памятный камень Сухаревой башне, находившейся неподалёку от нынешнего сквера и снесённой в 1934 году.
Грохольский (Живарёв) сквер — зона отдыха между Грохольским и Живарёвым переулками. Комплексно благоустроен в 2017 году. В сквере имеются детские и спортивные площадки, зона для выгула собак. Установлены скамейки разных дизайнов (в том числе в виде трёхконечных звёзд), велопарковки и другие малые архитектурные формы. Есть велодорожка.

## Транспорт
На территории района расположены станции метро  Красносельская,  Комсомольская,  Комсомольская,  Красные Ворота,  Сухаревская,  Тургеневская,  Сретенский бульвар. Рядом с районом расположены станции  Проспект Мира,  Проспект Мира,  Чистые пруды,  Лубянка. Также на территории района находится железнодорожная станция  Площадь трёх вокзалов (МЦД-2), Казанский, Ленинградский и Ярославский вокзалы.
- Автобусные маршруты Б, м9, т22, 624, т32, м60, т88, 40, 604, с633, 778.
- Трамвайные маршруты 4, 7, 13, 37, 50.
- Троллейбусный маршрут Т.